# Битка при Хоржице
Битката при Хоржице се състои през 1422 г. между 2 клона на хуситите – радикалните таборити на Ян Жижка и склонните към компромиси каликстинци. Тази битка е последната фаза в Хуситската гражданска война и е резултат от оттеглянето на войските на Кръстоносния поход срещу Бохемия.

## Предпоставки
След отблъскването на кръстоносеца Сигизмунд Люксембургски сред консолидираните хуситски сили се появяват старите идеологически пукнатини. Протежираният от Сигизмунд рицар от Ордена на Дракона Винцент фон Вартенберг успява да намери единомислие с фракциите на умерените каликстинци и пражани и да сформира боеспособна армия. В нея се включват оцелелите бохемско-романски лоялисти на Винцент и отцепниците-каликстинци, които открито се противопоставят на победните Жижкови табори.

## Битка
Сражението при град Хоржице в Краловохра̀дечкия край е типичен пример за начина на водене на бой от Ян Жижка. Той обикновено разпределя силите си за двуфазова битка – първа отбранителна и втора контранападателна. Таборитският пълководец, който е един от шестимата непобедени военачалници в историята, има предимството да избере мястото на сражението – височина в иначе равно поле, на което разполага своя табор.
Тази мобилна фортификация се състои от 120 подсилени бойни фургона, които осигуряват затворена кръгова отбрана с тактическо предимство на по-високото разположение. Кавалерията на фон Вартенберг не може да атакува пълноценно нагоре по хълма, затруднение изпитват за стрелба под такъв ъгъл и артилерийските единици. Каликстинците са принудени да се спешат и да извършат няколко атаки към така образуваната твърдина в полето. Срещу тях обаче са ветерани, обучени като отделни екипажи на всеки фургон и въоръжени с оръжия от ново поколение – към края на войната повече от 30% от хуситската армия представляват стрелци с ръчно огнестрелно оръжие. Немалка част от останалите хусити са прикрити в табора и използват стрелометни оръжия. Всичко това, зедно с тактическата дисциплина в табора изключително затруднява каликстиците, които са отблъснати на няколко пъти и въпреки жертвите не успяват да стигнат до ръкопашен сблъсък. Такъв обаче организира Жижка, който преминава във втора контраофанзивна фаза и помита от хълма децимираните лоялисти.